# Folkeafstemningen om russisk som officielt sprog i Letland
Folkeafstemningen om russisk som officielt sprog i Letland var en lettisk folkeafstemning om tilføjelser til Letlands grundlov (lettisk: Satversme) der afholdtes den 18. februar 2012. De forslåede tilføjelser omfattede paragrafferne 4, 18, 21, 101 og 104 ved at tilføje omstændigheden omkring det russiske sprog værende det andet officielle sprog, såvel som foreskrivende to arbejdssprog for institutioner indenfor selvforvaltningen – lettisk og russisk. Folkeafstemningens spørgsmål var: "Støtter De vedtagelsen af lovforslaget "Tilføjelser til Satversme" der giver det russiske sprog status af det andet officielle sprog?"

## Baggrund
Initiativet til folkeafstemningen var organiseret af ungdomsorganisationen Forenet Letland (russisk: Единая Латвия) ledet af Eduards Svatkovs og den nyligt etablerede organisation Modersmål (russisk: Родной Язык) ledet af aktivisten Vladimirs Lindermans (tidligere leder af den lettiske afdeling af det russiske Nationalbolsjevistiske Parti), Jevgenij Osipov (leder af Osipovpartiet) og Aleksandr Gaponenko (økonom og præsident for det lettiske Institut for Europæiske Studier).
Folkeafstemningen afholdtes som følge af, at Letlands parlament Saeima afviste samme lovforslag, der var blevet støttet af underskriftsindsamling, hvor mere end en tiendedel af de stemmeberettigede deltog.
Mindst halvdelen af de stemmeberettigede skulle stemme "ja" i folkeafstemningen for at den skulle være gyldig (771.893 stemmer).
Ifølge en folketælling fra 2000 var russisk modersmål for 37,50 procent og andet sprog for 43,70 procent af indbyggerne. Siden 2000 er russisk blevet betragtet som et fremmedsprog ifølge den lettiske sproglov.

## Udfaldet
Resultatet var et massivt flertal imod:
| For 100.0%—90.0% 89.9%—80.0% 79.9%—70.0% 69.9%—60.0% 59.9%—50.0% | Imod 50.0%—59.9% 60.0%—69.9% 70.0%—79.9% 80.0%—89.9% 90.0%—100.0% |

| Kilde:                | Afgivne stemmer | Pct. af afgivne stemmer | Pct. af afgivne gyldige stemmer | Pct. af stemme-berettigede |
| Ja                    | 273.347         | 24.88 %                 | 24,96 %                         | 17,71 %                    |
| Nej                   | 821.722         | 74.80 %                 | 75,04 %                         |                            |
| I alt gyldige         | 1.095.069       | 99.68 %                 | 100,00 %                        |                            |
| Ugyldige              | 3.524           | 0.32 %                  |                                 |                            |
| I alt afgivne         | 1.098.593       | 100,00 %                |                                 |                            |
| Stemmeberettigede     | 1.543.786       |                         |                                 |                            |
| Valgdeltagelse i pct. | 70.73 %         |                         |                                 |                            |

## Følger
Konsekvensen af afstemningsresultatet er dels, at russisk ikke bliver officielt sprog i Letland, dels at russisk ikke bliver officielt sprog i EU.